# سیارک ۱۸۳۵
سیارک ۱۸۳۵ (به انگلیسی: 1835 Gajdariya، نامگذاری:1970OE) هزار و هشتصد و سی و پنجمین سیارک کشف شده‌است که در ۳۰ ژوئیه ۱۹۷۰ کشف شد.
قدر مطلق سیارک برابر ۱۱٫۵۰ است.